# Султан-Мурза

Селения (кабаки) и землицы части Северо-Восточного Кавказа. Сост. Н. Г. Волковой. Худ. Г. В. Воронова

Салтан-Мурза, Салтан Ларсинский, Салтан-Мурза Ларский — ингушский владелец селения Ларс в XVI веке, расположенное в Дарьяльском ущелье. Активный союзник Руси. Контролировал Дарьяльское ущелье. 1589 году в составе грузинского посольства присягнул на верность московскому царю.

## Биография
Личность Салтана-Мурзы находит свое упоминание как в ряде исторических документов, так во множестве современных научных статей. Однако, происхождение и принадлежность Салтана-Мурзы к определённому роду (тайпу) не установлена, кроме того, что он представитель джерахского общества (ЖӀайрахой).
В документах наряду с Султан-Мурзой (Джерахметовым?) упоминается его брат по имени Бек. В отчетах московского посольства 1637-1640 гг. указывается, Бек – отец Чура – и как владетель кабаков. 
О Чуре (сын Беки и внук Джерахмета) встречаются в научных статьях, монографиях и преданиях известных историков и этнографов, где он представляется как военачальник имеющий свою личную военную дружину. Убийство брата Султан-Мурзы - Беки Ларсина совпадает по хронологии с исчезновением упоминания в русских посольских документах Султан-мурзы. По мнению исследователей Цурова А. С., Цурова М. Д., Цурова Б. Б. Султан-Мурза является сыном легендарного Джерахмета.

### Происхождение
Из-за слов Салтана-мурзы о том, что Ших-мурза Окоцкий его «брат», некоторые исследователи сделали ошибочный вывод о том, что отцом Салтан-мурзы является Ушаром-мурза (отец Ших-мурзы) и, стало быть, что они оба «окуки». Однако называть братом другого феодального владельца, равного себе по статусу, — обычная практика той эпохи, братьями называли даже враждующие короли друг друга. Поэтому Салтан-мурза и говорит о братстве, чтобы подчеркнуть, что статус его самого выше по статусу узденей, то есть что он не уздень, а такой же феодальный владелец, как Ших-мурза.
На то, что Салтан-мурза назвал Ших-мурзу Окоцкого «братом», обратила внимание исследовательница Е. Н. Кушева, но она не пришла к буквальным выводам, а потому пишет: "Напомню, что в статейном списке князя С. Звенигородского Салтан-мурза называет Ших-мурзу Окоцкого братом. Нахское происхождение Салтан-мурзы и населения Ларса того периода доказано в исторической науке и не нуждается в аргументе в виде условного допущения о «кровнородственных связях» его с Ших-мурзой. С учётом этого обстоятельства Е. Н. Кушева, водит данный оборот речи именно как феодальное «братство».

Поэтому в академическом издании сообщается о том, что в конце XVI века в ауле Ларс в Дарьяльском ущелье был мурзой Салтан, называвший себя братом Ших-мурзы. Называвший себя братом, а не являвшимся им по отцу. Сам цитируемый отрывок текста ясно свидетельствует, что Ших-мурза не родич Салтан-мурзы, поскольку Салтан-мурза предлагает: 
…яз ныне хочю государю ж служити по свою смерть, как государю вашему служил брат мой Ших-мурза Окутцкой, и на непослушников государевых со государевыми воеводами и с Кабардинскими князи ходити готов и на том государю правду даю, шертую, и вас провожю до Грузинские земли и заклад брата своего или сына пошлю в Терской город с вами вместе…
 Если бы Ших-мурза был его родным братом, то незачем ему было бы предлагать в заклад (в заложники) ещё одного своего брата или сына. Причина ясна: Ших-мурза — «брат» Салтан-мурзы только по феодальному статусу, в нарицательном смысле, и, возможно, единомышленник. Салтан-мурза, называя окоцкого владельца Шиха-мурзу «братом своим» (это термин социального равноправия, а не семейного родства, как заблуждаются некоторые авторы), четко определяет мотивы своей политической ориентации. Салтан-Мурза был преданным другом и единомышленником Шиха Окоцкого. Салтан-Мурза назвался братом Ших-мурзы по тактическим соображениям, ибо велика была роль Шиха Окуцкого в политической жизни Кавказа конца XVI в. Его хорошо знали при дворах московского и грузинского царей, крымского хана, горских феодалов. По документам рубежа XVI—XVII вв., Ших-мурза Окоцкий (Ауховский) пользовался большим доверием терского воеводы, также «вел дружбу с аварскими владетелями». В своей речи Салтан-Мурза трижды подчеркивает, что Ших-мурза его брат. Несомненно, он имел в виду родство социальное. Термин «брат» в дипломатических акциях того времени означал равенство и признание равноценного политического статуса. Салтан-мурза — первый из ингушских владельцев, кто приносит шерть царским посланникам на Кавказе и желает примкнуть к северокавказским союзникам Москвы. Известно, что тверской князь называл московского князя своим старшим братом. Когда московские великие князья и крымские ханы не воевали друг с другом, они называли друг друга братьями, не забывая, впрочем, о религиозном водоразделе: «Многого христианства государю, брату», как писал крымский хан Ивану IV в 1580 году.

## Контакты с Россией
Желание Салтана Ларсинского быть под покровительством России имело под собой основания. В этот период Россия не стремилась к завоеванию земель на Кавказе. Первостепенное значение при оформлении договора о подданстве придавалось военной взаимопомощи. Своих подданных Россия защищала от «недругов» с помощью ратной силы Терского городка. Приверженным к России владельцам полагалось ещё годовое жалование, а их основная обязанность заключалась в «службе», под которой подразумевалась посильная помощь для «государева дела», участие в обеспечении безопасности московских посольств. Немаловажное значение в принятии твердого решения принести присягу верности России для мурзы Салтана Ларсинского сыграли претензии некоторых кабардинских князей на господствующее положение а Дарьяльском ущелье.
Как позже сообщил послам С. Г. Звенигородцеву и Т. Антонову владелец Ларса Салтан-Мурза, Р. Биркин и П. Пивов шли в Кахетию через Ларс, которое в то время являлось нахским селением. В 1589 г. московские послы князь Семен Звенигородцев и дьяк Торх Антонов были посланы к кахетинскому царю Александру. Путь их начался от «Суншинского городища» — русской крепости у впадения Сунжи в Терек.
Через Дарьяльское ущелье посольство провожал владелец селения Ларс в Дарьяльском ущелье Салтан-мурза.
С. Г. Звенигородцев и Т. Антонов сообщали, что в пути при возвращении из Кахетии через Дарьяльское ущелье (27 мая 1590 г.) напали на них «горные люди колканцы»: «А в горах маия в 27 день приходили на послов на князя Семена да на дьяка Торха на последние люди горние люди Колканцы и стрельца были Найденка взяли и лошедь под ним убили; и послы князь Семен и дияк Торх, поворотясь, тех Калканцов побили и стрельца у них отняли»..
Земля у Салтана была мала. Но лежала она на пути через Дарьяльское ущелье, из-за чего и искали его дружбы и расположения посольства владельцы торговых караванов, простые путники…
Иран, Турция и Крымское ханство стремились установить союзные отношения или подчинить себе местных владетельных князей. Для них это был важный стратегический аспект для реализации захватнических устремлений Кавказских земель. А также Россия была не менее заинтересована в доброжелательности кабардинских, вайнахских, грузинских владетелей, контролировавших дороги которые ведут в Закавказье. Многие местные владетели сами были готовы получить покровительства у московских государей. Группу вайнахов, из которой был мурза Салтан Ларсинский, русские называли «Калканцами» (галгаи), Солтан-Мурза был политическим единомышленником Шиха Окоцкого. Салтан обратился к московским послам с просьбой о том, что хочет государю русскому служить пока его не настигнет смерть. Вероятно он не просто пришел к этому решению. А решив, оставался верным своему слову до конца.
Совершать в то время посольства в иные страны, да ещё в суровых горных условиях было очень опасно. Грозное имя далекого московского царя не всегда было гарантом безопасности. Однако верные союзническому долгу вайнахские и другие вожаки обеспечивали безопасность посольств и были проводниками. Салтан-Мурза рассказывал послам С. Звенигородскому и Т. Антонову, следовавшим в составе второго посольства: «…и я государю служил, посланников его Родиона да Петра чрез свою землю провожал, и дорогу им куда лучше идти указывал, и людей своих до Грузинских земель провожать их посылал, а которые были у государевых посланников люди и лошади больны — и тех людей и лошадей Родион и Петр оставили, в Грузию идучи, у меня, и я тех людей и лошадей у себя кормил и лечил и с Родионом и Петром отпустил здоровых». Об этой «службе» Салтана-Мурзы московские послы обещали известить в Москве царя. Согласно источникам второе посольство не привезло Салтану-Мурзе официальной бумаги — грамоты.
Салтан-Мурза имел желание — быть под покровительством России и для этого у него были серьёзные основания. На тот период у России не было стремления к завоеванию Кавказских земель. Первостепенное значение при оформлении договора о подданстве придавалось военной взаимопомощи. Своих подданных Россия защищала от «недругов» с помощью ратной силы Терского городка. Приверженным к России владельцам полагалось ещё годовое жалование, а их основная обязанность заключалась в «службе», под которой имелось в виду посильная помощь для «государева дела», участие в обеспечении безопасности московских посольств при передвижении по своей территории. Немаловажное значение в принятии твердого решения принести присягу верности России для Салтана-Мурзы сыграли претензии некоторых кабардинских князей на господствующее положение в Дарьяльском ущелье.
В 1589 году для московских послов вновь был открыт путь через Дарьялское ущелье. Солтан-Мурза ввёл с ними официальные переговоры, в которых подчеркивал свою готовность принести «шерть» — присягу на верность московскому государству. В подтверждение искренности своего заявления Салтан был готов отправить в «заклад» в Терский городок своего брата или сына и служить Москве так же верно, как Ших Окоцкий и последовательная часть кабардинских князей. Салтан Ларсинский настоятельно просит у послов дать ему государеву жалованную грамоту.
Поняв, что ему долго придётся ожидать необходимого документа, Салтан-Мурза просит у послов временную «от себя грамоту», для того чтобы ему «в государево жалованье належку быти и иных бы кабаков (селений) князи меня не обидели». Настаивал Салтан-Мурза потому, что агенты Ирана, Турции, Крыма активно действовали. Подкупая посулами, золотом, лестью, умелой игрой на самолюбии и разжиганием межнациональной вражды местных народов эти агенты стремились упрочить влияние своих государств на местных владетелей, не допустить установления протектората России на Кавказ.
Московские послы незамедлительно выдали Солтан-Мурзе временную шертовальную грамоту, а по прибытии в Москву обещали доложить о верной службе Салтана-Мурзы московскому царю. Выданная Султан-Мурзе послами временная грамота, была довольно подробной и содержала в себе взаимовыгодные для обеих сторон условия. Грамата гласила: 

«А ты, Салтан-Мурза, со своего братьею и с детьми, и с племянниками, и со всем своим родом, и со всею землею был под государя нашего царского величества рукою в его царском жаловании и ему царскому величеству служил и государя нашего с терскими воеводами и с Олександром царем Иверским (грузинским) и с черкасскими князи и мурзы, которые государю служат, и на всех государевых недругов и на непослущников стоял заодин, на них сам ходил и людей своих посылал и государевых послов и посланников и гонцов и всяких государевых людей через свою землю ко государеву Терскому городу и из Терского города до Грузинские земли провожал и хитрости никоторые над государевыми людьми не учинил. Л на которого недруга будет тебе надобность в государевых людях — и ты б приезжал в государев в Терский город ко государевым воеводам, и государевы воеводы учнут тебе на твоих недругов рать давати с вогненным боем».
Данный документ свидетельствует, что Россия взяла на себя обязательства оказывать военную помощь Салтан-Мурзе со всеми имеющимися у России на Северном Кавказе воинскими силами, в том числе с применением редкого в ту пору огнестрельного оружия.
Московские послы ушли по опасной горной дороге в Грузию. Оттуда они послали гонца в Терский городок, чтобы воеводы прислали провожатых к селению Ларс. Но ответа не дождались и отправились в обратную дорогу через Дарьяльское ущелье, московское посольство неожиданно для них попало в стычку с «калканцами». В скудных источниках, которые повествуют об этих событиях, отсутствует имя Салтана-Мурзы. Из-за чего произошло столкновение неизвестно, Основываясь на источники трудно что-либо утверждать окончательно, однако анализ политической обстановки того времени даёт возможность выдвинуть вполне логичную версию: Салтан Ларсинский мог стать жертвой сил, которым было не выгодно стремление Солтан-Мурзы установить добрососедские, взаимовыгодные отношения с русским царём. Иран и Турция не могли допустить обрести независимость и свободу грузинских царей с помощью России, по этому они пытались воздвигнуть на землях вайнахских, кабардинских князей сильный бастион против московских посольств, а также пытались нарушить дипломатические связи. За пророссийскую ориентацию расправились с Шихом Окоцким. Не исключено, что такая же участь постигла и его единомышленника Салтана Ларсинского.
После того как расправились Салтан-Мурзой, вплоть до начала XVII века, путь по Дарьялскому ущелью стал одним из опаснейших для русских послов, следовавших в Грузию и обратно. Несмотря на небольшую протяженность времени деятельности Салтана-Мурзы на политической арене становления русско-вайнахских отношений, ни в коей мере нельзя умалять её значение для исторических судеб ингушей. Как и Ших Окоцкий для чеченцев, владелец Ларсинский был одним из первых политических деятелей для ингушей, который заложил процесс хороших отношении с Российским государством.